# Christ of the Ozarks
A Christ of the Ozarks Jézust ábrázoló műalkotás Eureka Springs városa közelében, a Magnetic Mountain hegyen Arkansas államban, az Amerikai Egyesült Államokban.
A több mint 20 méter magas szobrot 1966-ban építette Gerald L. K. Smith, aki egy vallásos szórakoztató központot tervezett az alkotás körül, ám a szobron és egy 4100 ülőhelyes amfiteátrumon kívül ebből más nem valósult meg. A műalkotás modernista és minimalista stílust tükröz.
A szobor rövid időre feltűnik a 2005-ös Elizabethtown (film) című amerikai filmben.